# GNU Parted
GNU Parted（由「PARTition」與「EDitor」兩字結合）是一個自由分割工具，可以用於建立、刪除、移動分割，調整分割大小，檢查、複製分割等操作。可以用於調整分割以安裝新作業系統、備份特定分割到另一塊硬碟等。是由Andrew ClausenIt與Lennert Buytenhek所寫成。
它包含了一個函式庫，libparted，以及一個命令列介面的前端，parted。
截至2013年，GNU Parted只能在GNU/Linux及GNU/Hurd下執行。

## 其他前端

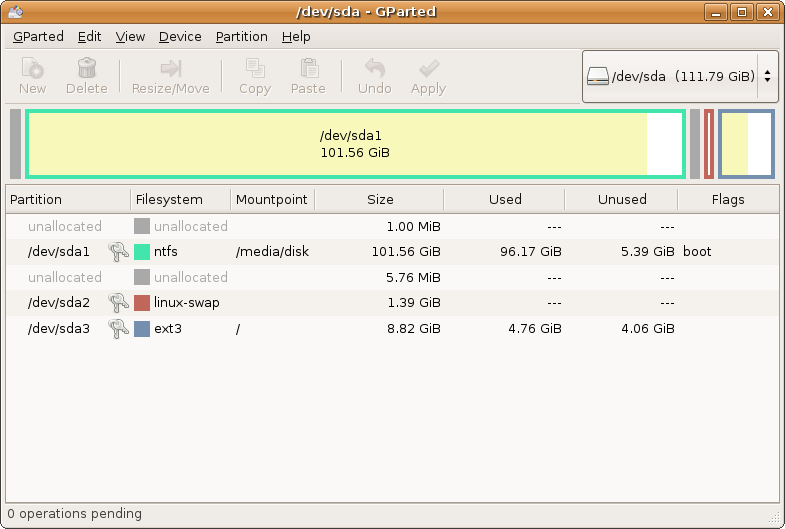
GParted使用GNU Parted作為後端

nparted是一個基於newt的GNU Parted前端。
fatresize提供了使用GNU Parted函式庫，可對FAT16／FAT32進行非破壞性的調整分割大小的命令列介面。

### 圖形前端
GParted以及KDE Partition Manager皆為使用GNU Parted函式庫的圖形前端 。它們分別為GNOME及KDE兩大Unix-like桌面環境作了微調。它們通常會包含在許多有Live CD的發行版裡作為工具以方便使用者進行硬碟分割。QtParted是另外一個使用Qt寫成的圖形前端，但此專案已經不再被維護。
Pyparted (也被稱作python-parted)是一個以Python寫成的圖形前端。以此為預設分割工具的Linux發行版包含Slackware，Knoppix，aptosid，SystemRescueCD，以及Parted Magic。
默认带有此程序的Linux发行版包括Slackware、Knoppix、sidux、SystemRescueCD和Parted Magic美國國會圖書館的存檔，存档日期2012-12-17。

## 限制
Parted先前支援在分割內對檔案系統進行各種操作（建立、移動、調整大小、複製）。在3.0版中這些功能被移除
。

## 外部連結
- 官方网站
- parted – 参考，单一UNIX®规范第7期，由國際開放標準組織发布